# Otočni Radio Kornati
Otočni Radio Kornati je bila privatna lokalna glazbena hrvatska radijska postaja s koncesijom za područje općine Murter-Kornati, koji je emitirao svoj program od 20. rujna 2003. do 11. veljače 2015. Nalazila se u Murteru, na otoku Murteru u Šibensko-kninskoj županiji.

## Program
Program je bio mjesnog i zabavnog karaktera te se sastojao od informativnog i glazbenog dijela te specijaliziranih emisija s naglaskom na otočane, jedriličarstvo i turizam.

## Čujnost
Na obalnim dijelovima Šibensko-kninske, Zadarske i dijelu Splitsko-dalmatinske županije, odnosno na potezu od Trogira do otoka Paga. Na moru je pokrivao sjevernodalmatinsku otočnu skupinu s tridesetak naseljenih otoka te najnapučeniji priobalni dio Dalmacije na kopnu, uključujući gradove Šibenik i Zadar, kao i ostala turistička središta.

## Vanjske poveznice
- Službena stranica Otočnog Radija Kornati  Arhivirana inačica izvorne stranice od 4. ožujka 2016. (Wayback Machine)
- Pokrivenost signalom  Arhivirana inačica izvorne stranice od 29. listopada 2013. (Wayback Machine)
- Otočnom radiu Kornati oduzeta koncesija i više ne emitira.  Arhivirana inačica izvorne stranice od 30. siječnja 2015. (Wayback Machine)
- Službene stranice ORKe ugašene   Arhivirana inačica izvorne stranice od 4. ožujka 2016. (Wayback Machine)